# Harry Bugin
Harry Bugin est un acteur américain né le 10 mars 1929 au Bronx et mort le 6 octobre 2005  à Jackson Heights (Queens).
Il est connu pour ses interprétations chez les frères Coen.

## Filmographie partielle
- 1991 : Barton Fink de Joel et Ethan Coen
- 1992 : Mac de John Turturro
- 1994 : Le Grand Saut de Joel et Ethan Coen
- 1996 : City Hall de Harold Becker
- 1997 : Destination Anywhere de Mark Pellington
- 1998 : The Big Lebowski de Joel et Ethan Coen
- 2005 : Game 6 de Michael Hoffman